# Charles Ng
Charles Ng (kinesisk:吴志达/吴志达, kantonesisk IPA: [N tsītàt̚], pinyin: Wu Zhìdá;) født 24 december 1960 er en kinesisk-amerikansk seriemorder.
Sammen med Leonard Lake er han mistænkt for mord på mellem 11 og 25 ofre på Lake's ranch i Calaveras County, Californien.
Efter en lang udleveringskamp med Canada, blev Ng stillet for retten i USA og blev dømt for 11 mord, og er i øjeblikket på dødsgangen i San Quentin State Prison.

## Tidlige år
Han blev født i Hong Kong, og var søn af en velhavende familie. Som barn blev han hårdt disciplineret og misbrugt af sin far. Som teenager, er Ng beskrevet som urolig og en enspænder og blev bortvist fra forskellige skoler. Efter at han blev anholdt for butikstyveri, da han var femten, forsøgte hans far at afrette sin søn og sendte ham til Bentham Gynasiale kostskole i England. Kort efter Ng ankom til England, blev han bortvist fra skolen efter han blev taget i at stjæle ejendele fra andre studerende. Efter at han blev bortvist, vendte han tilbage til Hong Kong.
Ng flyttede til USA, hvor han kort gik på det der nu hedder Notre Dame de Namur Universitet, indtil han droppede ud efter et semester.

## Marinekorpset
Efter at have forladt universitetet, meldte Ng sig til marinekorpset i begyndelsen af 1980 og gjorde tjeneste i mindre end et år, før han blev smidt ud for tyveri af maskingeværer på MCAS Kaneohe Bay. Han blev endvidere tiltalt for flugt fra tjeneste og forsøg på desertering, selv om anklagen for desertering blev droppet. Ng blev dømt på grundlag af de resterende anklager og dømt til at tilbringe 14 år i et militært fængsel. Han afsonede kun i 18 måneder, før hans straf blev omgjort, og han blev løsladt i slutningen af 1982 (Reference: United States vs Charles Ng).

## Mord
Ng mødte derefter Leonard Lake i 1983, og parret er mistænkt for mord på mellem 11 og 25 ofre på Lakes ranch i Calaveras County, Californien. De har filmet sig selv, mens de voldtager og torturerer deres ofre.
Disse forbrydelser kom for dagens lys i 1985, da Lake begik selvmord efter at være blevet anholdt, da Ng blev fanget i butikstyveri i en hardwarebutik. Da politiet gennemsøgte Lakes ranch og fandt man menneskelige rester. Charles Ng blev identificeret som Lakes partner i disse forbrydelser. Ng flygtede til Calgary, Alberta, Canada, hvor han blev anholdt af Calgary-politiet den 6. juli 1985, efter at have modsat sig anholdelse for butikstyveri i The Bay-stormagasin. Ng trak en pistol mod to sikkerhedsvagter, og efter en kort kamp skød Ng en af dem i hånden. Imidlertid var de to betjente i stand til at overmande ham og holdt ham i forvaring. Ng blev anklaget og senere dømt for butikstyveri, voldligt overfald og besiddelse af en skjult skydevåben.
Han blev idømt fire og et halvt år i et canadisk fængsel.

## Retssag
Efter en lang udleveringskamp blev Ng endelig overgivet til de amerikanske myndigheder. Ng stod tiltalt for 12 tilfælde af mord i 1998, hvor han blev dømt den 11. februar 1999 for 11 af de 12 mord, seks mænd, tre kvinder og to baby drenge, og blev dømt til døden. Ng's retssag var lang og koste staten cirka 20 millioner dollar, som på tidspunktet for retssagen var en af de dyreste retssager i Californien historie.
Han er i øjeblikket på dødsgangen i San Quentin State Prison.